# David Grumbach
 David Grumbach (* 14. Januar 1976 in Paris) ist ein französischer Filmproduzent. Seit 2013 ist er Präsident der französischen Produktionsfirma BAC films.

## Karriere
Von Februar 2005 bis Oktober 2013 war Grumbach Direktionsmitglied von DTD (Paul Thiltges Distributions), einer Filmproduktionsgesellschaft mit Sitz in Luxemburg. 2011 ging er eine Kooperation mit der belgischen Firma Jean-Yves Roubin ein.
2011 nahm er an einem Schulungsprojekt der European Audiovisual Entrepreneurs (EAVE) teil. Von Januar 2012 bis Oktober 2013 war er Mitglied des Verwaltungsrats von Jaya Productions SAS, einer französischen Filmproduktionsfirma mit Sitz in Paris. Er ist Gründer von Juliette Films (Luxemburg), die sich auf die Produktion von Spielfilmen spezialisiert hat und ist seit Januar 2012 Mitglied des Verwaltungsrats.
2013 wurde er Präsident und CEO der 1986 von Jean Labadie gegründeten Produktionsfirma BAC Films, mit Sitz in Luxemburg.
David Grumbach hat mehr als 50 Spielfilme produziert oder mitproduziert. Er lebt seit 2005 in Luxemburg.